# Comptes Rendus des Seances de l'Academie des Sciences, Serie 3, Sciences Naturelles
Comptes Rendus des Seances de l'Academie des Sciences, Serie 3, Sciences Naturelles (abreviado Compt. Rend. Hebd. Séances Acad. Sci., Ser. D.) fue una revista con ilustraciones y descripciones botánicas que fue editada en París. Se publicaron 30 números, del 262-291, desde 1966 hasta 1980. Fue precedida por Comptes Rendus Hebdomadaires des Séances de l'Academie des Sciences.